# 三民主義
三民主義， 即民族主義、民權主義和民生主義，又稱孫文學说、國父思想、總理遺教，是由中華民國國父暨中國國民黨總理孫文提出的政治思想，為中國國民黨立黨的基本思想，在《中華民國憲法》前言則以「孫中山先生創立中華民國之遺教」稱呼，並被納入《中華民國憲法》第一條內容。
1905年，孙在《〈民報〉發刊詞》中闡明民族、民權、民生三大主義，主張同時進行民族革命、政治革命和社會革命。1924年1月至8月，孫中山在廣州每週作一次演講，共计16講，講稿滙編成《三民主義》一书。
孫文表示：“兄弟所主张的三民主义，实在是集合古今中外的学说，顺应世界的潮流，在政治上所得的一个结晶品。”「余之謀中國革命，其所持主義，有因襲吾國固有之思想者，有規撫歐洲之學說事蹟者，有吾所獨見而創獲者。」“取欧美之民主以为模范，同时仍取数千年前旧有的中国文化而融之；发扬吾固有文化，并吸收世界文化而光大之，以期与诸民族并驾于世界。”
此綱領在歷年不同的歷史條件下，多次對三民主義所作的表述，皆有所改變和發展，而國民黨人與學者對三民主義也有不同的解讀。

## 歷史

### 理念提出

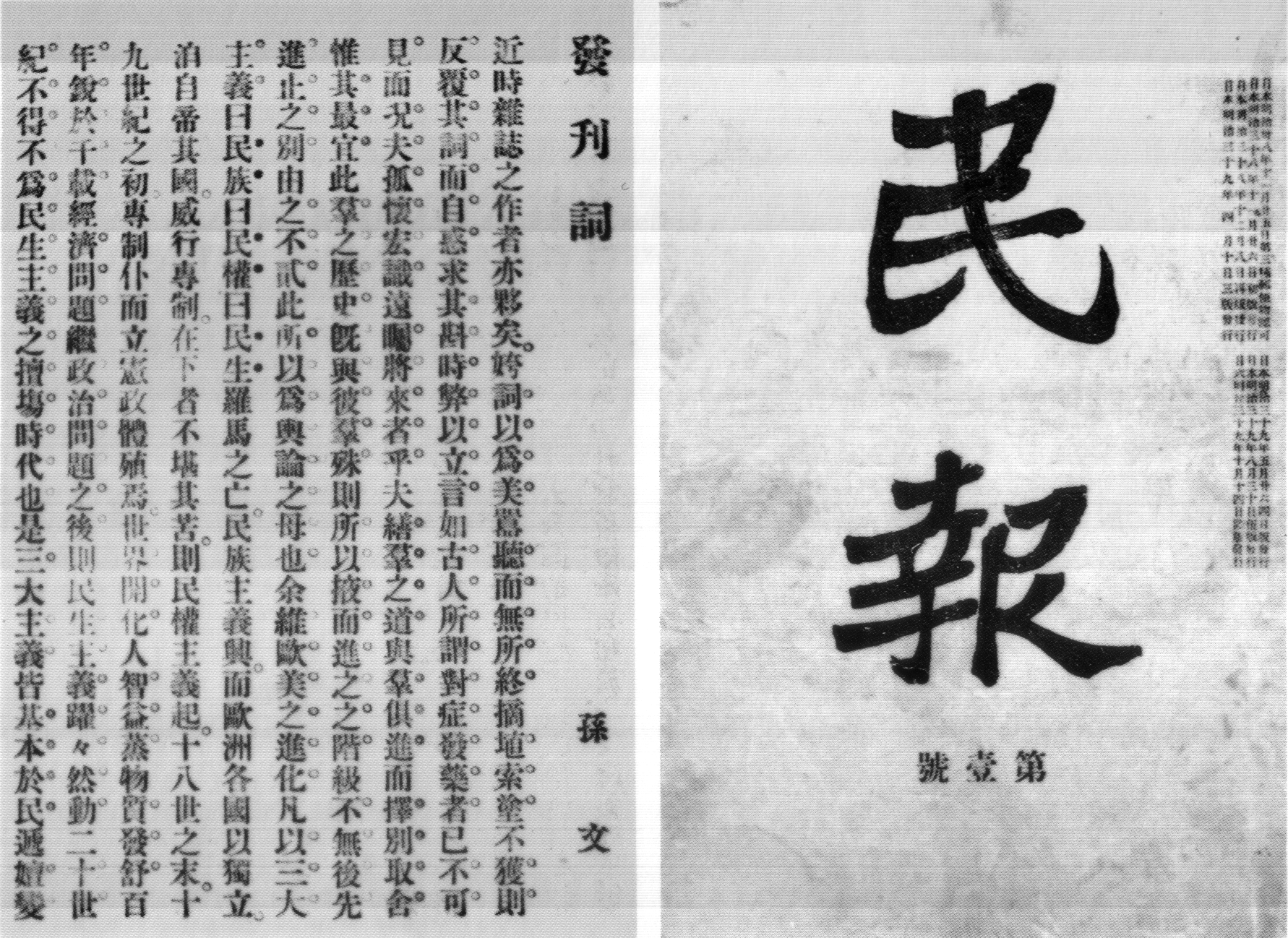
最早出現於1905年《民報》的三民主義

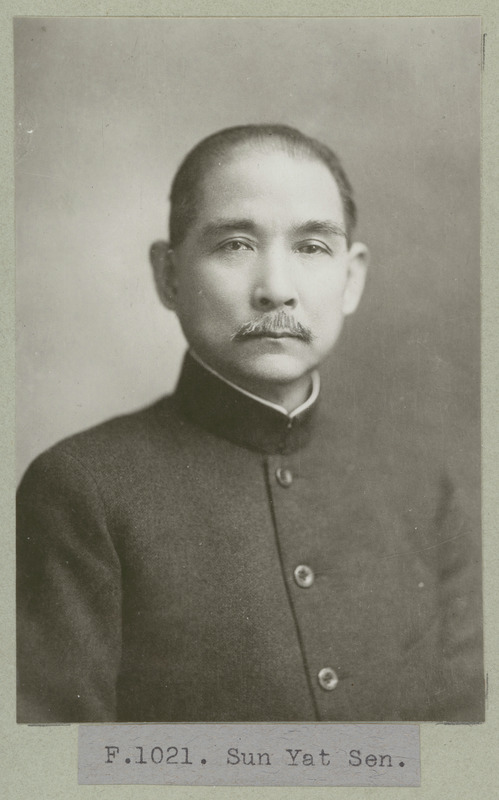
孙中山

三民主義，是隨著孫中山為中國國民革命的推展而產生，並且因為中國時局變化而有所增補。三民主義的雛形，是由於孫中山在經歷倫敦蒙難一事之後，利用滯英期間，拜訪大英圖書館研讀相關書籍，並且參訪英國當地建築、知名人士學者、展覽、文化風俗，而有所啟發。
据刘成禺回忆，1904年，孙中山在旧金山“曾论及设会必先有主义”。当时，民族、民权主义之名已经确定，孙中山苦苦思索第三主义，刘成禺“进曰：‘中国俗语，事不过三，所谓智仁勇，所谓土地人民政事，君子三畏三变，正德利用厚生。’”言及于此，孙中山“先生推案而起曰：‘得之矣，第三主义定为民生主义，本汝言厚生意也。意义包括宏大，俄之虚无共产，德之国家社会政策，英、美、法之社会主义，皆在民生主义涵盖之下，推广之，将成世界主义矣。’”民族、民权、民生三大主义从此确定。
1905年，孙中山在《〈民報〉發刊詞》中闡明民族、民權、民生三大主義，主張同時進行民族革命、政治革命和社會革命，推翻清朝君主專制制度，建立中華民國:52。在发刊词中，孫中山認為歐陸列強的發達，為民族、民權、民生循序實踐而成。而中國要跟進，則需吸收宣揚最進步理想的知識於人心並且實行，這就是民報的職責。同年12月香港《民國日報》代售《民報》廣告，該報社社長、革命黨員馮自由，認為「提倡民族主義民權主義民生主義」一語冗長不便，首以「三民主義」代稱。1906年12月2日，孙中山在日本東京民報一週年紀念會發表「三民主義與中國民族之前途」為題的演講，內容是三民主義與五權憲法的雛形。

### 系列十六講
孫中山關於三民主義的書稿在1922年陈炯明的部队進攻廣州大總統府時失落，目前可以看到的印行材料，最早的是1905年的同盟會宣言。
聯俄容共前，孫中山與越飛發表《孫越宣言》，聲明共產主義及蘇維埃制度均不能施行於中國。
联俄容共后，孫中山认为国民党员「極需三民主義之奧義，五權憲法之要旨。」于是在国民党第一次代表大会期间，决定系统讲演三民主义，以确保党内思想的稳固。1924年1月到8月间，孙中山在廣州高等師範學院，透過演講的方式，每星期一次，有系統地介紹三民主義，作了16次講演。分别有民族主義六講、民權主義六講、民生主義四講（未完成，原計畫講六講），由黄昌穀全程速记、翻译。這是他一生宣講三民主義的最後、也是最有系統、最詳盡的篇章。演讲中，孙中山公开批评马克思及其阶级斗争学说，指出中國社會的實業經濟程度尚不發達，中國只可「師馬克思之意」，絕不可「用馬克思之法」。孫中山在多次講演和宣言中指出：他所領導的政黨和運動須達到三個目的：進行民族革命以實現民族主義，進行政治革命以實現民權主義，進行社會革命以實現民生主義，他又認為最後一個目的，最好用改良的方法逐步實現，而避免一次革命。
1924年内，国民党“本党宣传部所编三民五权之宣传品，不下数十种，传布于海内外者，达一百万册以上。”1925年1月1日，孫中山抵北京後即病發，住進協和醫院治療，經西醫診斷為肝癌末期，同年3月12日，孫中山在北京逝世，享年58歲，對三民主義的闡述從此劃上休止符。

## 要點

### 民族主義
孙中山说：“民族主义，实吾先民所遗留，初无待于外烁者也。”“中国退化到现在地位的原因，是由于失去了民族精神。”“如果不想方法来恢复民族主义，中国将来不但是要亡国，或者要亡种。”

#### 民族独立
民族主义对内而言，是谋求中国独立于满族专制。1906年，孙中山讲演时说：“民族主义，并非是遇着不同族的人便要排斥他，是不许那不同族的人来夺我民族的政权。”“民族革命的原故，是不甘心满洲人灭我们的国，主我们的政，定要扑灭他的政府，光复我们民族的国家。这样看来，我们并不是恨满洲人，是恨害汉人的满洲人。”一旦「新政府既成立”，则满族“與我漢族同生息於共和政體之下為致足樂矣。」民国成立后，南北统一，“五族共和”。1912年国庆纪念日，孙中山撰文祝贺：“中國仍為整個之單一國家，且將永遠如是也。”“余敢斷言，將來必有一偉大、統一、永久之中華民國出現，且民國現已存在矣。”民族主义对外而言，是要恢复中国在国际上的独立地位，甚至「济弱扶倾」。“现在欧风东渐，安南便被法国灭了，缅甸被英国灭了，高丽被日本灭了，所以中国如果强盛起来，我们不但是要恢复民族的地位，还要对于世界负一个大责任。”“去恢复民族的地位，在十年之内，就可以把外国的政治经济和人口增加的种种压迫和种种祸害，都一齐消灭。”

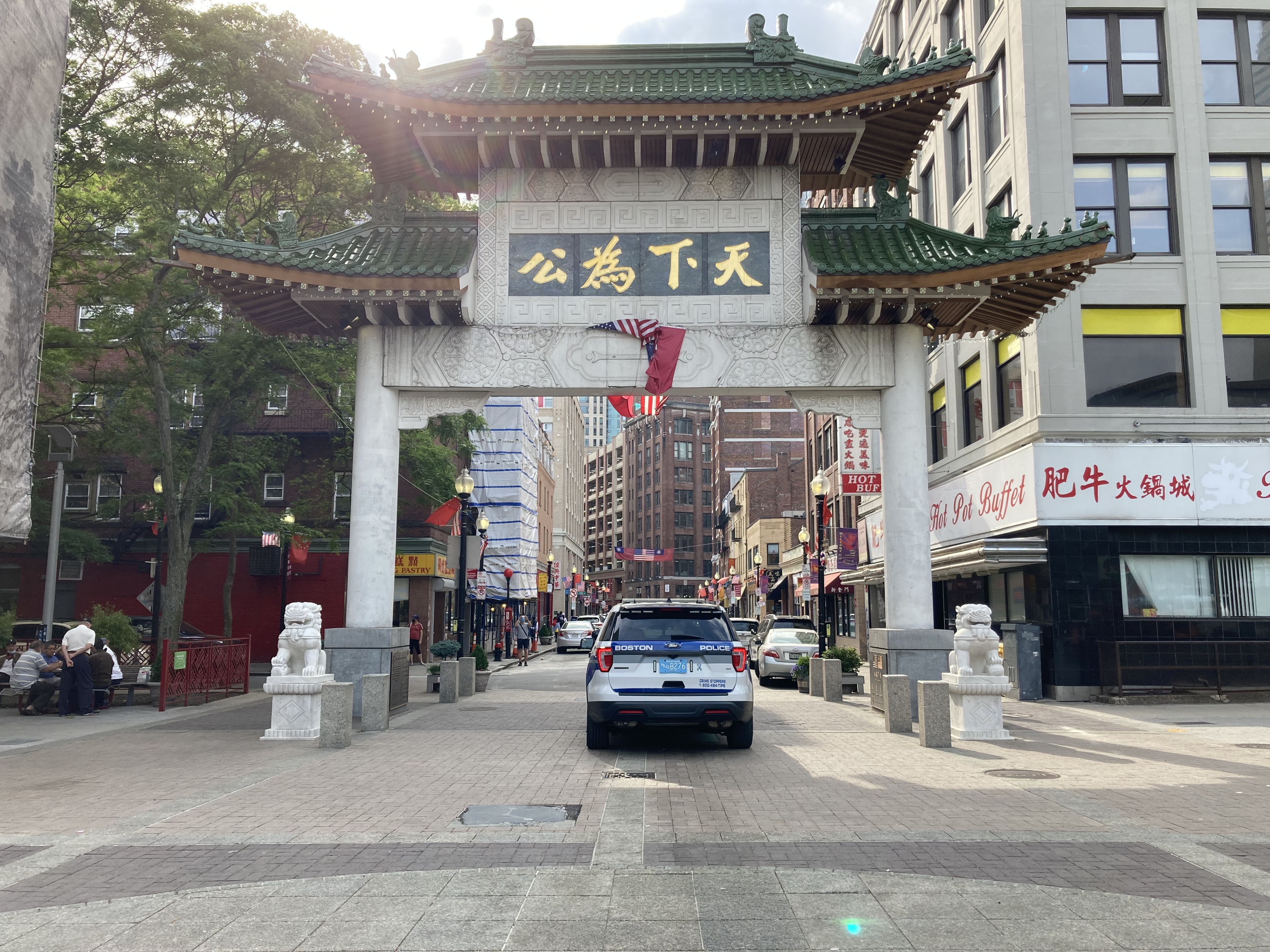
孙中山题词（波士頓唐人街）

#### 建构国族
1919年后，经历了二次革命（1913）、第一次护法（1917）失败的孙中山，开始系统阐述其“三民主义”，同时对“五族共和”展开批判。孙中山解释说：“就中国的民族说，总数是四万万人，当中参杂的不过是几百万蒙古人，百多万满洲人，几百万西藏人，百几十万回教之突厥人。外来的总数不过一千万人。所以就大多数来说，四万万中国人可以说完全是汉人。”又说：“今日我们讲民族主义，不能笼统讲五族，应该讲汉族底民族主义。”“彼满洲之附日，蒙古之附俄，西藏之附英，即无自卫能力底表征。然提撕振拔他们，仍赖我们汉族。兄弟现在想得一个调和的方法，即拿汉族来做个中心，使之同化于我。”“仿美利坚民族底规模，将汉族改为中华民族，组成一个完全底民族国家，与美国同为东西半球二大民族主义的国家。”“并且要把中华民族造成很文明的民族，然后民族主义乃为完了。”由此可见，孙中山从“驱逐鞑虏”到“中华民族”的转变，出于对列强染指中国边疆的警戒，以及同美国文明世界平起平坐之决心，属于视野上升的表现。

#### 人口理论
孙中山发现，“自古以来，民族之所以兴亡，是由于人口增减的原因很多，此为天然淘汰。”以当时的中国而言，“各国人所以一时不能来吞并的原因，是由他们的人口和中国的人口比较，还是太少。”认为人口多寡，牵系国家兴亡，并且驳斥了中国人满为患的说法。他说，法国有四千万人口，“因为能够改良农业”，所以人人都能温饱。中国人口有四万万，虽比法国多十倍，但土地面积比法国大二十倍，“如果能够仿效法国来经营农业、增加出产，所生产的粮食，至少要比法国多二十倍”，“法国现在可以养四千万人，我们中国至少也应该可以养八万万人”，甚至可以做到“全国人口不但是不怕饥荒，并且可以得粮食的剩余，可以供给他国。”孙中山谈及中国发达的潜力，说：“中国不到十年，便可以变成日本。照中国人口多与领土大，中国至少可以变成十个日本。”为此更制定“殖边移民”计划，谋求地区全面发展：“假定十年之内，移民之数为一千万，由人满之省徙于西北，垦发自然之富源，其普遍于商业世界之利，当极浩大。”

#### 文化保守主义
孙中山警觉到“現在受外來民族的壓迫，侵入了新文化。那些新文化的勢力，此刻橫行中國。一般醉心新文化的人，便排斥舊道德，以為有了新文化便可以不要舊道德。不知道我們固有的東西，如果是好的當然要保存，不好的才可以放棄。”以文学革命为例，孙中山并不支持白话诗，反而欣赏古诗简练典雅，认为“中國詩之美，超越各國，如三百篇以逮唐宋名家，有一韻數句，可演為彼方數千百言而不盡者。”“今倡為粗率淺俚之詩，不復求二千餘年吾國之粹美，或者人人能詩，而中國已无诗矣。”针对共产主义思潮，孙中山告诉马林，他对部分青年刻意模仿苏俄的作法不以为然，并反问“为什么青年要从马克思那里寻求灵丹妙药，从中国的古典著作中不是也能找到马克思主义的基本思想吗？”他说：“中國有一個道統，堯舜禹湯、文武周公、孔子相繼不絕，我的思想基礎就是這個道統。”对于陈独秀“在学界倡言，谓三民主义、五权宪法为绝无学理的根据，指斥我党为落伍的政党。”孙中山批评“此乃中国少年学生自以为是，及一时崇拜俄国革命过当之态度。”

### 民權主義
1905年中国同盟会成立时，孙中山解释“革命党宗旨不专在排满，当与废除专制、创造共和并行不悖。”1906年，孙中山便已在《民报》创刊周年大会上介绍了五权宪法、权能区分的内容。

#### 五权宪法
五权宪法，在立法、司法、行政三权分立的基础上，另设监察、考试权。孫中山認為西方代議制中的國會權力过大，「現在立憲各國，沒有不是立法機關兼有監督的權限。”“比方美國糾察權歸國會掌握，往往擅用此權，挾制行政機關，使他不得不頫首聽命，因此常常成為議院專制，除非有雄才大略的總統，如林肯、麥堅尼、羅斯福等才能達到行政獨立之目的。」故将监察权独立出来，又另外增设考试权，“必须合格之人，方得有效。这法可以除却盲从滥举及任用私人的流弊。”与三权分立的“相互制衡”不同，孙中山主张五权各司其职，实现“万能政府”，如“在窝内的蜜蜂，不许有损人利己的事，必要井井有条。”孙中山解释说：“治理国家，权和能一定要分开。”“国家的政治根本上要人民有权，至于管理政府，便要付之有能的专门家。”“请了专门家，一举一动都要牵制，不许他们自由行动，国家还是难望进步。”假如各院职员失职，监察院可以依法弹劾，人民拥有选举、罢免、創制和复决四权，亦能随时“罢免他们，收回国家的大权。”

#### 权能区分
孙中山注意到，过去由于“政府的力量过大，人民便不能管理政府，要被政府来压迫。从前被政府压迫太过，所受的痛苦太多，现在要免去那种压迫的痛苦，所以不能不防止政府的能力。”以至于学者多数主张“有限政府”。孙中山推究其原因，在于代议制属于间接民主，“各国所行的民权，只有一个选举权。这就是人民只有一个发动力，没有两个发动力。只能够把民权推出去，不能够把民权拉回来”，对于选举出来的人“究竟是贤与不肖，便没有别的权去管他”，于是人们“总是怕政府的能力太大，不能拉回，反常常想方法去防止。”孙中山认为，在民主制度下，问题的关键不在于政府的力量是否过大，而在于人民能否控制政府。因此提出具有选举、罷免、創制和複決權力的直接民权，“用人民的四个政权，来管理政府的五个治权，那才算是一个完全的民权政治机关。”孙中山宣称：这“是世界上学理中第一次的发明……从前欧美的学者都没有发明过。”。

#### 县级自治

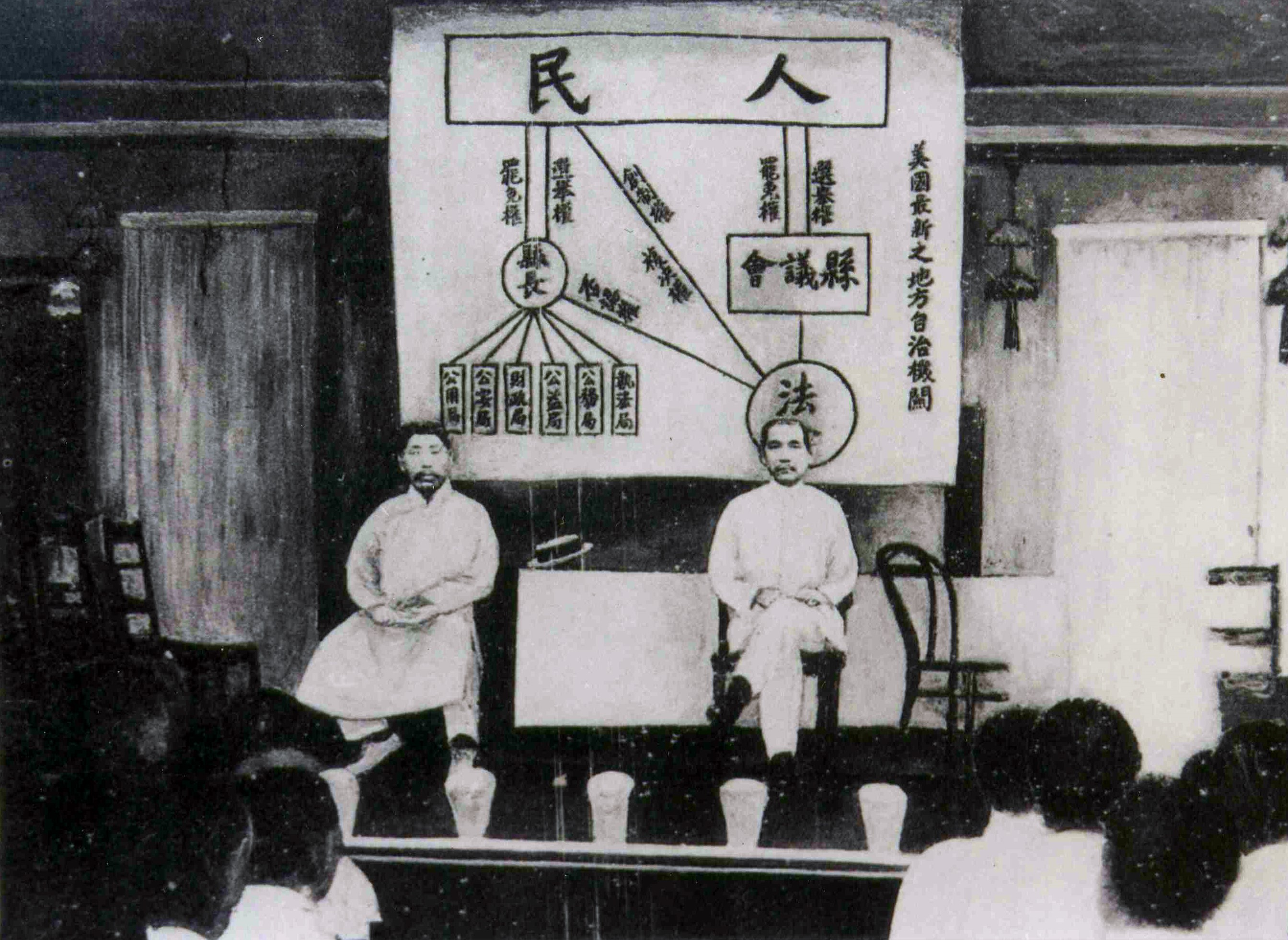
孙中山与众讲演“县自治”

1916年袁世凱病亡，孙中山反思“民国建设后，政治尚未完善。政治之所以不完善，实地方自治未发达。若地方自治既完备，国家即可巩固。”1919年时说：“立国根本在人民先有自治能力，所以地方自治为最重要之一事，现应从一乡一区推而至于县一省一国，国家才有希望。”1922年又说：“实行之次第，则莫先于分县自治。盖无分县自治，则人民无所凭着，所谓全民政治，必无由实现。无全民政治，则虽有五权分立、国民大会，亦终末由举主权在民之实也。以是之故，吾夙定革命方略，以为建设之事当始于一县，县与县联，以成一国。如此，则建设之基础在于人民，非官僚所得而窃，非军阀所得而夺。”孙中山反对联省自治，乃因为省级范围过大，容易养成军阀独裁。他解释说：“代议政体旗帜之下，吾民所享者只一种代议权耳。若底于直接民权，则有创制权、废制权、退官权。但此种民权，不宜以广漠之省境施行之，故当以县为单位。”“如是数年，必有一庄严灿烂之中华民国发现于东大陆，驾诸世界共和国之上矣。”

#### 共和道统

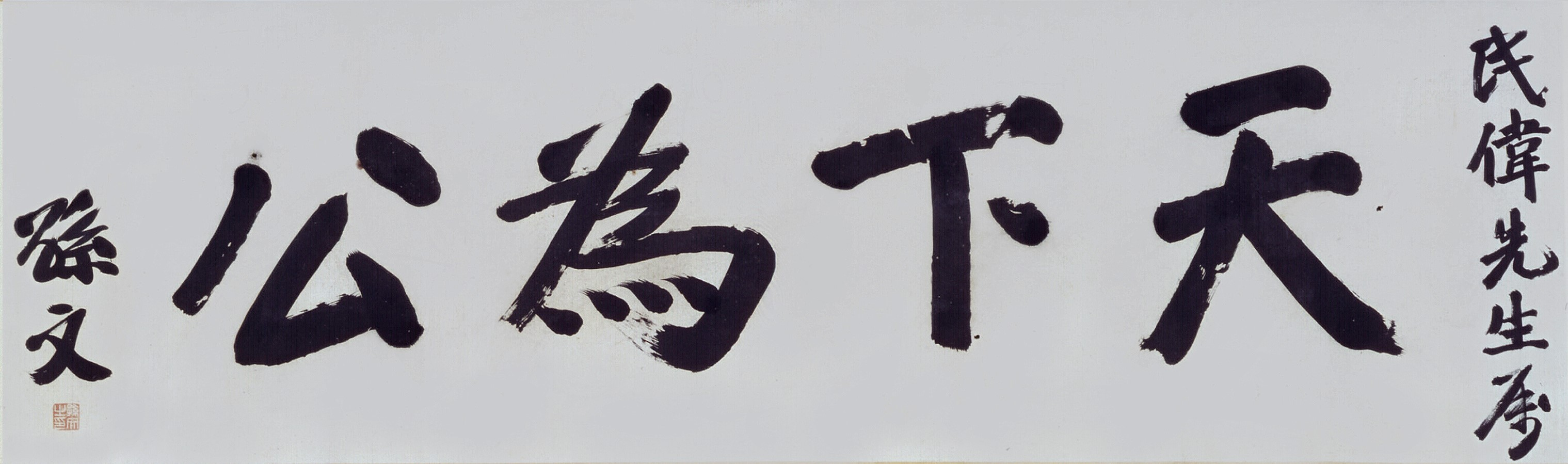
孙中山书法墨寶

当革命之初，许多人以为“革命”不过改朝换代，孙中山则强调“革命之名词，创于孔子”，“夫世界古今何为而有革命，乃所以破除人类之不平等也。孔子曰：汤武革命顺乎天而应乎人，革命之时，义大矣哉。”他与宫崎寅藏谈论中国革命时说：“人或云共和政体不适支那之野蛮国，此不谅情势之言耳。共和者，我国治世之神髓，先哲之遗业也。我国民之论古者，莫不倾慕三代之治，不知三代之治实能得共和之神髓而行之者也。”孙中山反复强调：“我国数千年历史中，最善政体莫如尧舜。盖尧舜之世，亦为今日之共和政体，公天下于民。何以见之？即尧以舜贤而让位于舜，舜以禹贤而让位于禹也。”又说：“尧舜之政治，名义上虽然用君权，实际上是行民权。”“这项公天下的道理，便是三民主义中第二项的民权主义……就是把政权公之于天下。我们中国二千多年以前，孔子便有这个思想。”戴季陶称赞孙中山：“先生的思想，完全是中国的正统思想，就是继尧舜以至孔孟而中绝的仁义道德的思想。”“先生是二千年以来中绝的中国道德文化的复活。”

### 民生主義
孫文给民生主義下的定義是：“民生就是人民的生活、社會的生存、國民的生計、民眾的生命。”“民生主义，就是要人人有平等的地位去谋生活。人人有了平等的地位去谋生活，然后中国四万万人才可以享幸福。”

#### 平均地权
平均地权的程序有四：规定地价、照价收税、照价收买和涨价归公。其中照價收稅源自亨利·喬治的“单一地价税”理论，而亨氏又受到宣扬合作主义的蒲鲁东，以及社会民主主义的拉萨尔学派影响。孙中山说：“求平均之法，有主张土地国有的。但由国家收买全国土地，恐无此等力量，最善者莫如完地价税一法。”“地价应该由地主自己去定”，“如果地主以多报少，他一定怕政府要照价收买，吃地价的亏；如果以少报多，他又怕政府照地价抽税，吃重税的亏。在利害两方面互相比较，他一定不情愿多报，也不情愿少报，要定一个折中的价值，把实在的市价报告到政府。”漲價歸公主張则承襲約翰·密爾，其著作《政治經濟學原理》提到對地價增值加以課稅，因為地價上升是由地主改良和社會改良所致，扣除地主增值的部分後應該歸還社會。孙中山说：“像现在的新都市一样，日日有变动，那种地价便要增加几千倍，或者是几万倍了。推到这种进步和改良的功劳，还是由众人的力量经营而来的。所以由这种改良和进步之后所涨高的地价，应该归之大众，不应该归之私人所有。”

#### 节制资本
1905年，孫中山便指出：“歐美強矣，其民實困，觀大同盟罷工與無政府黨、社會黨之日熾，社會革命其將不遠。”1912年又说：“美國大资本家擅经济界之特权，牛马农工，奴隶负贩，专制既甚，反抗必力，伏流潜势，有一发而不可抑者。盖资本家之专制与政府之专制，一也。”贫富悬殊的根源之一就是垄断。资本集中始于自由竞争，结果却常常导致垄断。孙中山说：“彼司密亚当派之经济学者，谓竞争为最有利益之主因，为有生气之经济组织。”“然可确证者，近代经济之趋势，适造成相反之方向，即以经济集中代自由竞争也。”“大公司多属私有，其目的在多获利益，待至一切小制造业皆为其所压倒之后，因无竞争，而后各物价值增高，社会上实受无形之压迫也。”节制资本的办法，一是将具有垄断性质的行业，如银行、交通、矿山等部门交由国家，“仿合作制度组织之”，工人领取工资，资本家按投资比例的多少分配红利。二是通过征收直接税，“多征资本家的所得税和遗产税。行这种税法，就可以令国家的财源多是直接由资本家而来。”

#### 利用外资

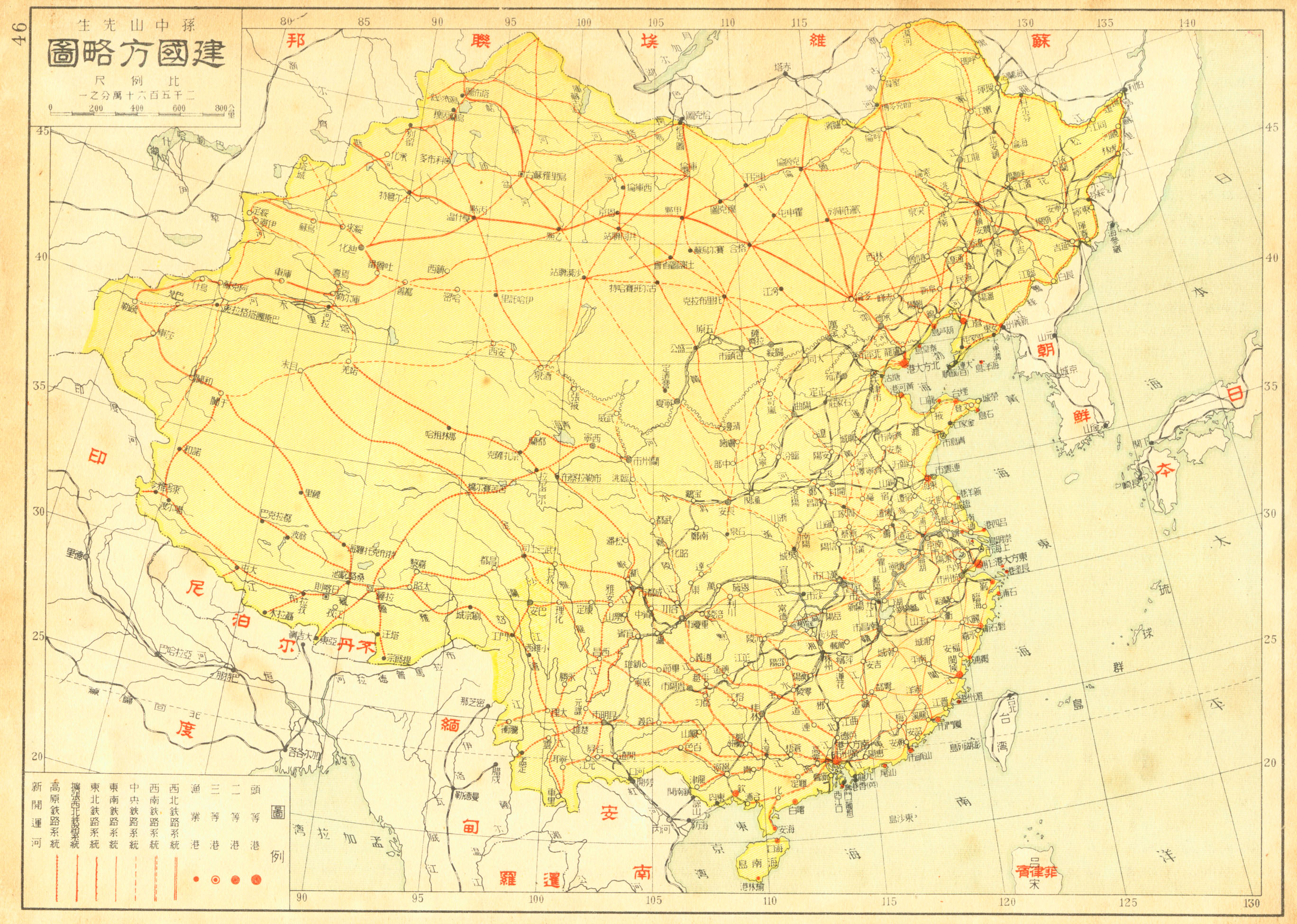
建国方略图

孙中山冀求开展国家建设，然而当时中国贫穷落后，资本、人才、技术稀缺，孙中山“以為三項皆須利用外人：因(一)我無資本，利用外資；(二)我無人才，利用外國人才；(三)我無良好方法，利用外人方法。”孙中山支持外资参与生产，而杜绝其参与投机，言及部分人“至中国一言及外债，便畏之如𨠄毒，不知借外债以营不生产之事则有害，借外债以营生产之事则有利。”“中国内地煤矿工人，每日所挖不足一吨，其生产力甚少。若用机器，至少可加十数倍。生产加十数倍，则财富亦加十数倍，岂不成一最富之国？”孙中山认为在一個發展落後的國家，只有一個全面的整個的，而非枝節的片斷的工業化計劃才是真正可以成功的。因此他呼吁“万众一心，举国一致，而欢迎列国之雄厚资本、博大规模、宿学人才、精炼技术，为我筹划，为我组织，为我经营，为我训练。则十年之内，我国之大事业必能林立于国中。我實業之人才，亦同時並起。十年之後，則外資可以陸續償還，人才可以陸續成就，則我可以獨立經營矣。”“十年之内，吾实业之发达，必能并驾美欧矣。”

#### 生产分配社会化
孙中山说：“所谓要实行民生主义，缘因于贫富不均。”“民生主义的事实，最要紧的是均贫富。”“文明之福祉，国民平等以享之。”“俾全国之人无一贫者，同享安乐之幸福，则仆之素志也。”孙中山批评“英国财富多于前代不止数千倍，人民的贫穷甚于前代，也不止数千倍。并且富者极少，贫者极多。”“善果被富人享尽，贫民反食恶果。”“贫富不均竟到这地步，平等二字已成口头话了。”说：“我们革命之后要实行民生主义，就是用国家的大力量，买很多的机器，去开采重要矿产……把全国大矿业、大工业、大商业、大交通都由国家经营。国家办理那些大实业，发了财之后，所得的利益让全国人民都可以均分。”并由生产资料的社会化，实现普遍的社会福利：“我们实行民生主义，国家发了大财，将来不但是要那一般平民能够读书，并且要那一般平民有养活。壮年没有工做的，国家便多办工厂，要人人都有事业。老年不能做工的，又没有子女亲戚养活的，所谓鳏寡孤独四种无告的人民，国家便有养老费。国家的大作用，就是设官分治，替人民谋幸福。”

## 后世演变
雖然孫中山於1925年逝世，但國民黨內對於三民主義的闡揚與實踐，仍有國民黨員實行。戴傳賢以《孫文主義之哲學的基礎》、《國民革命與中國國民黨》開出三民主義理論研究第一響。

### 戴季陶主义

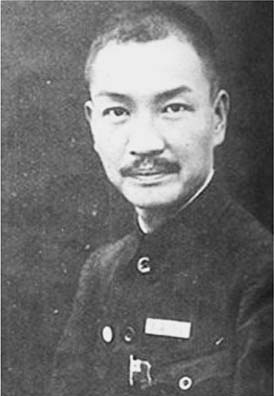
戴季陶

孙中山逝世后，国民党理论家戴季陶为与党内的共产主义思潮相抗衡，开始了对三民主义的系统性诠释，相继出版了《孙文主义之哲学的基础》、《国民革命与中国国民党》和《民生哲学系统表》等书册，反对“阶级斗争”，而主张阶级合作，认为“阶级的对立，是社会的病态，并不是社会的常态，这一种病态，即不是各国都一样，所以治病的方法，各国也不能同。中国的社会，就全国来说，即不是很清楚的两阶级对立，就不能完全取两阶级对立的革命方式，更不能等到有了很清楚的两阶级对立才来革命。中国的革命与反革命势力的对立，是觉悟者与不觉悟者的对立，不是阶级的对立，所以我们是要促起国民全体的觉悟，不是促起一个阶级的觉悟。”并同时提出，国民党不是资产阶级政党，而是代表全民利益的党，提倡“应该在目前这个时候，就努力做公共幸福的事业。要学英国资本家‘阶级退让’的精神，不要步俄国资本家‘阶级压迫’的后尘，使中国可以循社会民主主义的正轨，向平和、文明的方面进步，免除激切的社会革命危险。”

### 三民主义的连环性

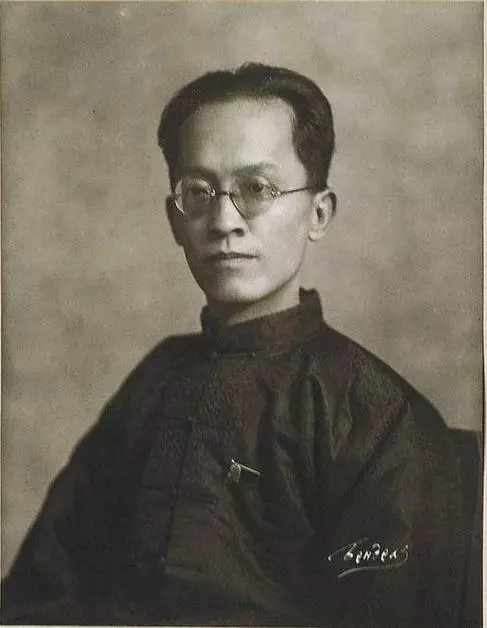
胡汉民

胡汉民总结孙中山的三民主义，发现“（一）民族主义，必须要是民权主义和民生主义的民族主义，才不会变为帝国主义。（二）民权主义，必须要是民族主义和民生主义的民权主义，才不会变为虚伪的资产阶级的民主政治。（三）民生主义，必须要是民族主义和民权主义的民生主义，才不会变成资本主义。”认为三民主义不是三个主义分立，乃是一个主义的三方面，“而可操世界革命成功之左券的，唯有整个的连环的三民主义。三民主义的相互关系，正如三个小环扣合起来的一个大连环。”并据此批评共产国际参预殖民地解放运动，“列宁在阶级斗争之外，加用一点民族主义，本来已是违背了马克思，列宁一派人却辩护说，这不过是利用民族主义。但是我们就知道，唯其不能不利用民族主义，正足证明他们非承认民族主义的事实不可。由马克思和列宁两派的经验，便得两个教训：笫一，欧洲阶级革命便不行；第二，东方民族革命才行。”证明了三民主义理论的完备。

### 民生史观
国民党后世构建三民主义的过程中，民生主义被作为三民主义哲学的本体，因为孙中山说过：“古今一切人类之所以要努力，就是因为要求生存；人类因为要有不间断的生存，所以社会才有不停止的进化。所以社会进化的定律，是人类求生存。人类求生存，才是社会进化的原因。阶级战争，不是社会进化的原因。”因此，戴季陶提出：“三民主义原理，全部包含在民生主义之内，其全部著作可名之曰‘民生哲学’。”欲以民生史观对抗共产主义的阶级斗争论。蒋介石甚至补撰民生主义育、乐两篇，提出“仁爱为民生哲学的基础，亦即革命的根本条件。简单一点说：革命的中心目的，即在民生。”并且推动三民主义儒学化，认为民生主义与儒家民本思想同源。于经济层面，则“民生主义，要把工业革命与社会革命，毕其功于一役。具体的说，我们的民生主义，要以人性为基础，以民生为目的，一方面发达国营实业，一方面节制私人资本。阶级斗争的病态，没有发生的客观条件。”

### 力行哲学

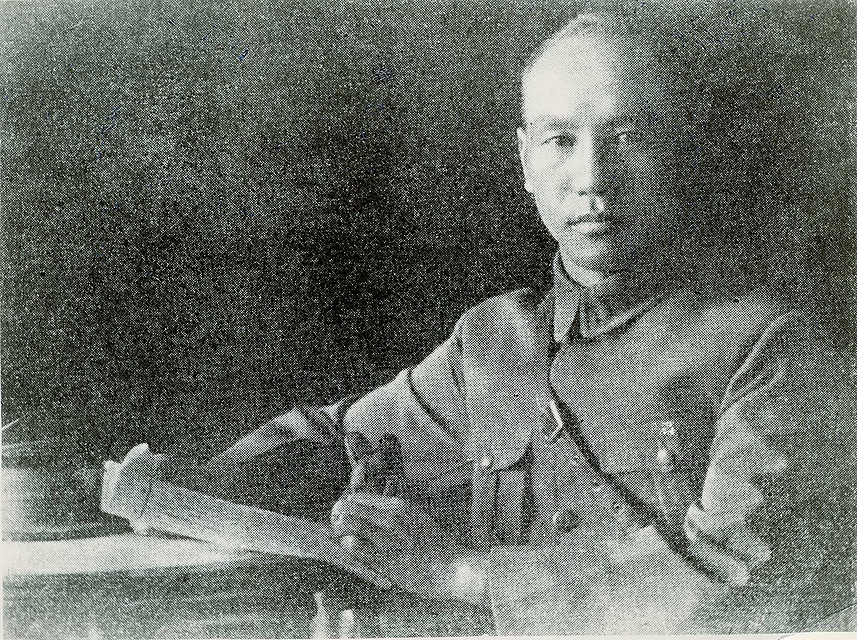
蒋中正

蒋中正继承孙中山的“知难行易”学说，提出“力行哲学”，提倡革命务须力行，宣称“使全国国民都能知‘知’之难而能笃信主义；知‘行’之易而力行主义，从而除‘坐而言不能起而行’之苟且偷惰空疏颓放的积习，养成严谨勤劳求真崇实振奋进取的心性。”并进一步与新生活运动结合，说明“新生活运动的意义，就其内容而言，则为国民生活革命的运动；就其方式而言，则为普通社会教育的运动；就其最后目的而言，则为民族复兴运动中最重要根本的中心工作，即国民精神建设运动。其意义与作用，与总理关于心理建设的一切遗教，完全是一贯的，因此我们可以说新生活运动就是心理建设的补充实施办法。我们要完成心理建设，来奠定国家精神的基础，就要力行新生活。”继而与孙中山讲演所及的“中国人的固有道德”思想相对应，“来实践并发‘礼、义、廉、耻’的固有德性和立国精神。”

## 哲学体系
经过孙中山、戴季陶、胡汉民、任卓宣、陈立夫、蒋中正、陶希圣等人的相继补充，三民主义逐渐成为一套具有哲学观和方法论的完善理论。除了以上提及的内容外，仍有以下几点内容。

### 阶级互助論
以孙中山为代表的三民主义者，不认为“物竞天择”的自然法则应当用于人类社会，更不认为强调“阶级斗争”的共产主义适用于中国，而采纳“阶级互助论”，认为不同社会阶层需要互相提携。孙中山说：“物種以競爭爲原則，人類則以互助爲原則。社會國家者，互助之體也；道德仁義者，互助之用也。人類順此原則則昌，不順此原則則亡。”“達（爾）文氏發明物種進化之物競天擇原則後，學者多以爲仁義道德皆屬虚無，而爭競生存乃爲實際，幾欲以物種之原則而施之於人類之進化。而不知此爲人類已過之階級，而人類今日之進化，已超出物種原則之上也。”

### 调和折中论

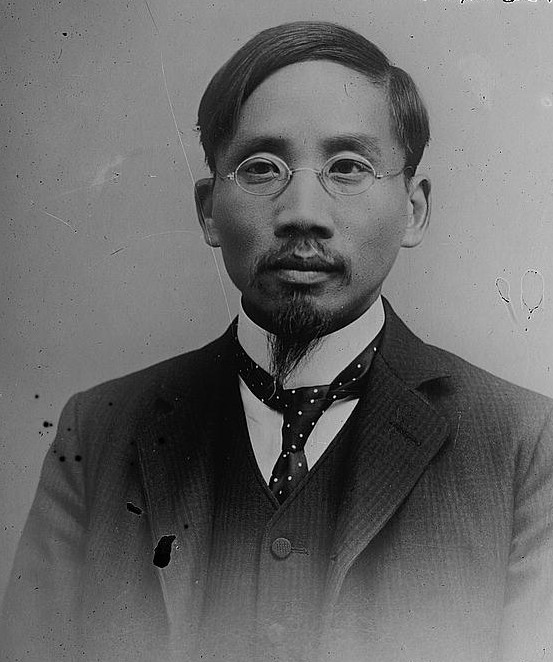
蔡元培

孙中山、蒋中正等国民党人深谙中庸之道，三民主义本身是中西政治哲学的融会贯通。如蔡元培评价说：“主张自由竞争的，维持私有财产制；主张阶级斗争的，要没收一切资本家所有。这都是两极端的意见。孙先生用平均地权与节制资本两法来解决这个纠纷，不是突然把私有财产没收，而是渐渐的化私为公；不是共现在的产，而是共将来的产，这岂不是经济革命的中和性么？”“用欧洲三权分立的制度，而加以中国特有的考试、监察二权，名为五权宪法。这岂不是国粹与欧化的中和性么？”“中央与省之权限，采均权制度，不偏于中央集权或地方分权，无一非中和性的表现。”

### 实践认知论
三民主义者认为经验主义才是正确的方法论，而非自启蒙时代以降占据科学界的唯理主义。孙中山评论说：“科學之試驗也，卽行其所不知以致其所知也；探索家之探索也，卽行其所不知以求其發見也；偉人傑士之冒險也，卽行其所不知以建其功業也。”“諺云：不經一事，不長一智。故所歷之事旣多，智識亦增長。所謂增益其所不能者。此由於經驗也。”因此，孙中山认为知识和理论是从实践和事实中来，而不是相反。任卓宣总结道：“國父底認識論是行的認識論。行是實踐，由之而獲得經驗。加以分析和組織，便成知識、學問等。所以行的認識論是實踐認識論。”

## 地位

### 在中華民國地位

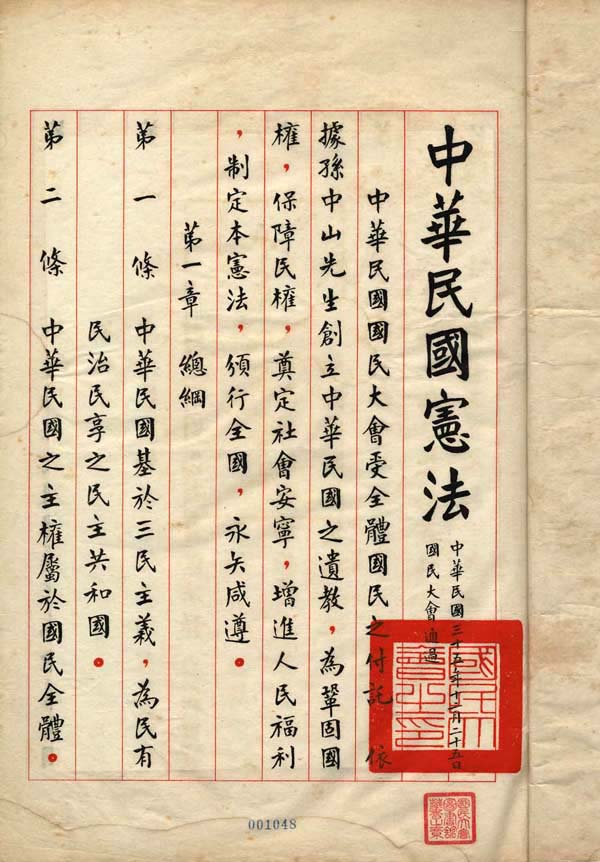
中华民国宪法原文第一页

1924年，孫中山将三民主義写入黃埔軍校訓詞，確立為国民党的指導思想，後作為中華民國國歌直到現今。
1929年，在南京完工的中山陵，處在山頂最高峰的祭堂，有3个拱門，分别書寫著“民族”、“民權”、“民生”。
1931年，國民會議制定《中華民國訓政時期約法》，序言規定：「國民政府本革命之三民主義、五權憲法，以建設中華民國。」其中第四十七條規定：「三民主義爲中華民國教育之根本原則。」1936年，立法院擬定《中華民國憲法草案》，第一條規定：「中華民國為三民主義共和國。」可見訓政時期三民主義在國民政府政治體制中的崇高地位。
1946年，三民主義被「制憲國民大會」列入《中華民國憲法》第一條（中華民國基於三民主義，為民有民治民享之民主共和國），第一四二條也明确规定：「國民經濟應以民生主義為基本原則，實施平均地權，節制資本，以謀國計民生之均足。」規範了中華民國的憲政基礎，此彰顯三民主義的憲法實施至今。
1949年後中華民國政府遷往臺灣，早期國內各高級中學及大學課程中曾列有三民主義，部分大學及中央研究院設有「三民主義研究所」，並以「三民主義」、「國父思想」等不同名稱，曾列為大學聯考與國家考試的必考科目。在中華民國自由地區境內的地名、路名乃至各級學校校歌經常能見到三民、民權、民生、民族等用語。
1994年4月19日，考試院全院審查會決議，高普考試將不再考《國父遺教》、《三民主義》，於翌年實施。同年9月24日，教育部召開大學校院長會議，由台大陳維昭校長擔任召集，商討廢除大學聯考廢考《三民主義》。
1999年3月26日，大學入學考試中心宣布，翌年起大學聯考不再考三民主義。2005年1月，教育部頒布《普通高級中學「公民與社會」課程暫行綱要》（95暫綱），將「三民主義」、「現代社會」與「公民」三個科目整併為「公民與社會」學科，此規畫由翌年起實施至今。
中央研究院三民主義研究所後來更名為中山人文社會科學研究所，2004年7月整合蔡元培人文社會科學研究中心，改制為人文社會科學研究中心。目前中華民國各大學也不再設立「三民主義研究所」。
現今，三民主義是泛藍陣營當中中國國民黨和新黨政治主張之一。
随着台湾去中国化思潮泛起，孙中山及其三民主义逐渐受到淡化。2003年8月23日，前总统李登辉一句「中华民国已经不存在了」一度掀起轩然大波。同年11月12日，中华民国政府不再隆重庆祝「国父诞辰」，只有在野的国、亲、新三党举办纪念国父活动，声称「蓝军传承中山先生救国爱民精神。」
2003年，國立臺灣大學教授张登及提出以「孙文精神为复兴之本」。他认为台湾社会面临的二大根本问题，一是统独，二是贫富差距与社会公义，在这两方面，孙中山思想都可以提供在野党「重新出发」的机会，而不必辛苦地另外摸索其他新的正当性。
2003年8月，「泛紫」联盟成立，其召集人简锡堦强调宪法「确保人民的生存权与社会权」的重要性。他说：「在目前的宪法中，继承了孙文学说中倾向社会主义的部份遗产，包括平均地权、节制资本、公用事业国家专营、实施社会保险制度、推行卫生保健与公医制度、推行义务教育等等。但眼前政府的政策却是背道而驰，有违宪之嫌。」
中央研究院院士许倬云認為，「中国国民党最有价值的『党产』，乃是孙中山先生的三民主义。其中民生主义部分，尤为孙氏超越时代的卓见；社会福利国家尚未出现之时，孙氏已提出了以国家公权力，推行社会福利。」

## 文化成果

### 三民主义永不过时论
戴季陶认为“中山先生說：‘要解決民生問題，是要用事實做基礎。’這是很正確的科學的方法，因為空洞的學理基礎，去求解決實際問題，就很容易落演繹理論的毛病，不能夠得到學理的證明。如果用事實做基礎，我們時時刻刻，都能夠充分的得到證明的保障，可以少了許多錯誤。”因此，三民主义是基于事实存在的理论。其他学者认为：“在時代的演化中，民族、民權、民生都將被賦予新的內容，都將面對新的問題。譬如，在今天，生民面對的巨大環境災難，就不是孫先生那個時代所具有的。新內容的湧現，新問題的提出，將是永無止境的——問題的解決，就是問題的提出。這要求三民主義審時度勢，及時地、適應性地變化自己。”因为三民主义“它的实践方法是由不知而行、行而后知，到知而后行的科学方法论。”所以“它能适应时空的变动而跟着发展，它永远不会过时，永远不会落伍。”

### 民国宪政派

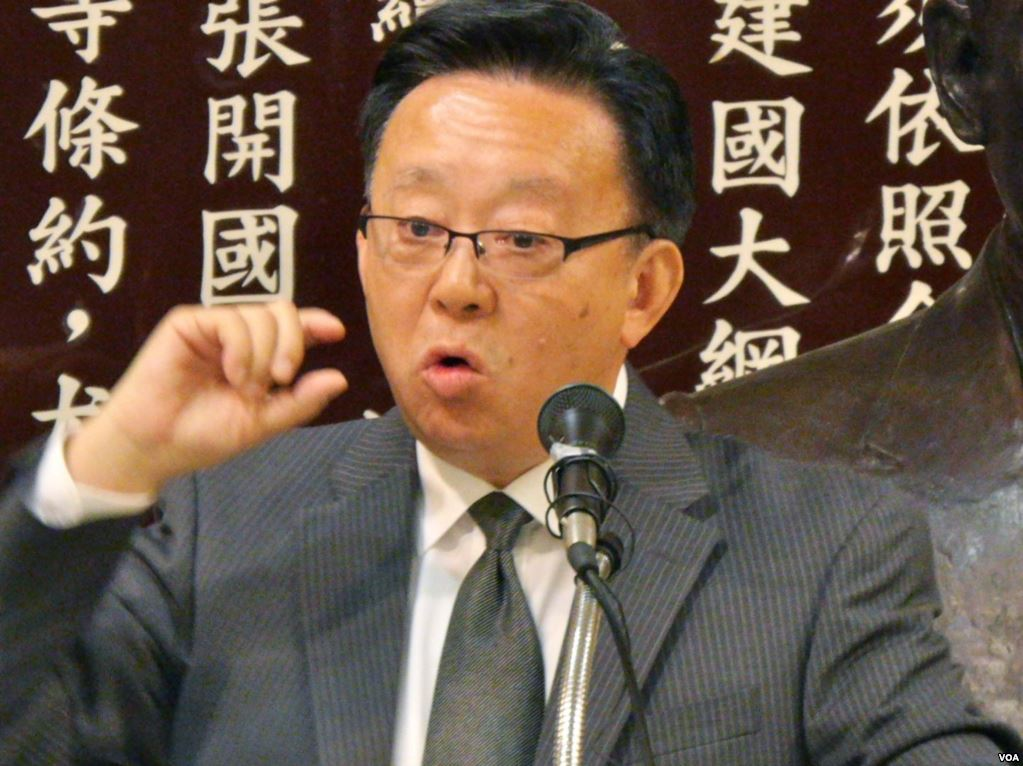
辛灏年

2000年，王炳章发表《重建中华民国》一文，强调“孙中山所缔造的中华民国，是民主共和国；《中华民国宪法》，是民主共和宪法。”提出重建中华民国、恢复民国宪法。2012年，高氏兄弟倡议中国大陆的親中華民國派人士改名为民国宪政派，简称民宪派。海外中國大陸民主人士中，以辛灝年、封從德、丁毅為代表的親中華民國派認同三民主義，主張中國大陸重歸中華民國、重新施行《中華民國憲法》。2016年，丁毅著成《民宪论》一书，指孫中山晚年著述所定格的三民主義是中華民國憲法的基礎但不是羈絆，中華民國憲法在這一基礎上具有創新和發展。中国大陆“恢复施行民国宪法，可以规避制宪失败的风险。”并且中华民国宪法在台湾“具有多年实践所积累的庞大的释宪体系”，“是唯一的一个具有丰富的实践经验和判例参照的选项，任何其他宪政道路选项都无法在这一关键点上与之比肩。”

### 社会民主主义色彩
中国社会民主党主席刘国凯认为，三民主義即“中國版的社會民主主義”，孙中山倡导全民政治、直接民权，其民生主义“既發展經濟增加國力，又改善民生，消除社會弊端，緩和階級矛盾。”著名民运人士杨天水总结说：“中山主義，具有資本主義的性質，但是避免了自由競爭時代資本主義的缺點；也具有社會主義的性質，但是拒絕了社會主義思潮中的真正的空想派的馬列主義的一黨專政和公有制的危害無窮的思路。可以說，中山主義是一種民主社會主義。”学者王炯華指出：“同盟會成立前夕，孫中山已具有明顯的社會民主主義傾向。”《民报》成立后更揭橥其民生主义大旗，就土地问题与梁启超展开论战。“中國國民黨之社會民主黨性質尤其體現其在台灣的實踐”，“中國國民黨在台灣還實行節制資本的既定方針，著力發展中小企業，注意防止貧富懸殊；注意勞動保護和醫療、救濟等社會福利事業。”

## 评价

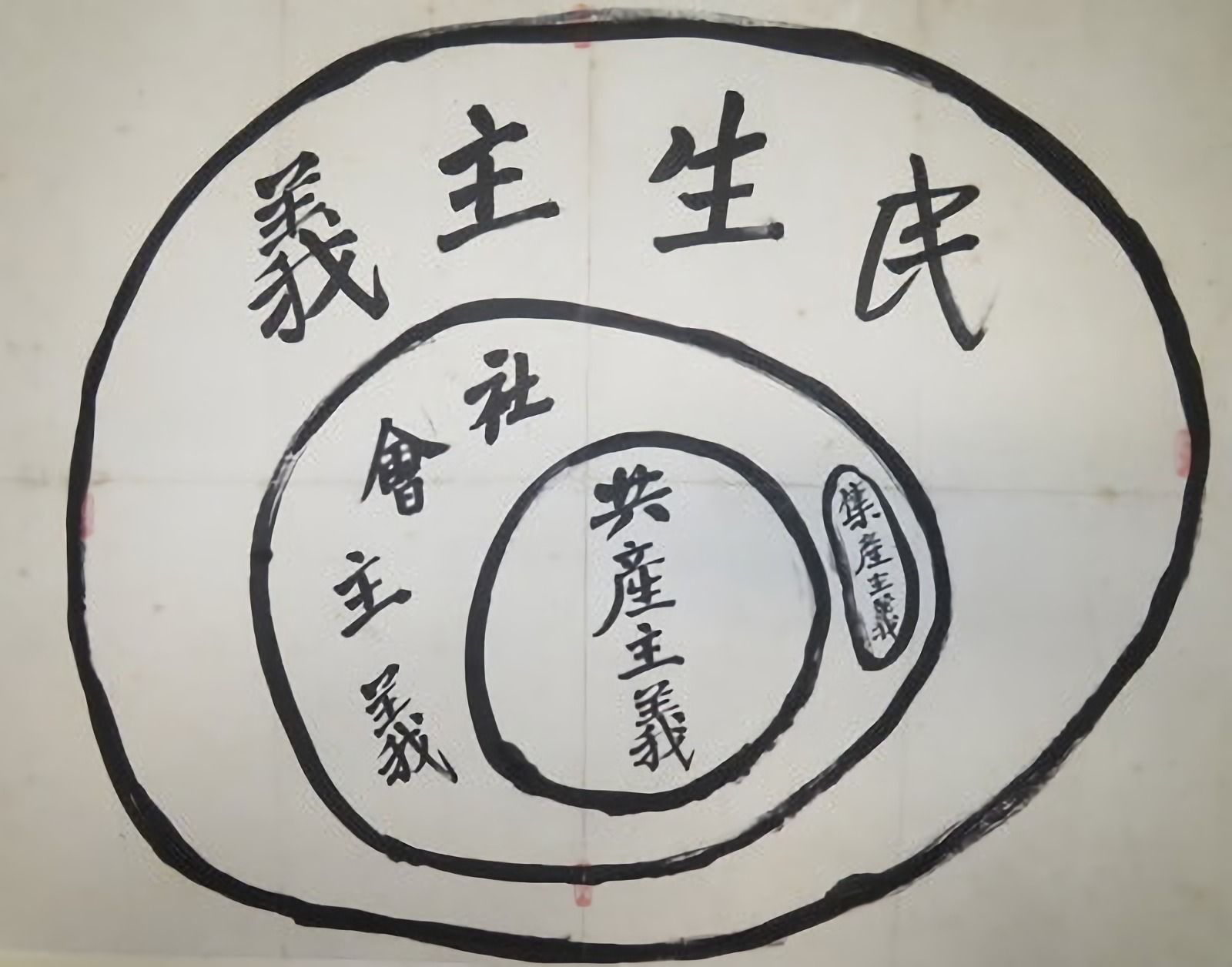
孫文手繪民生主義圖手稿

吴相湘认为，孙中山虽然发表过“民生主义就是社会主义，又名共产主义”等言论，但每次讲話的场合，都是為息止聯俄容共以後黨內的國共之爭。:1679且民生主义和共产主义在事实上存在区别，如马克思主义主张消灭私有制，而民生主义不反对私有制，仅反对垄断造成的贫富悬殊。:1679孙中山在未发表的三民主義讲稿修订本中，将“民生主义就是社会主义，又名共产主义”改為「民生主義就是用來替代社會主義，又是用來包括社會主義中一切問題的」，表明孙以為民生主义比社會主義及共產主義更為進步，而不是與其相同的。:1650
杨天石认为，孙中山批判资本主义，但不视其为必须被消灭的对象，也不视其与社会主义无法相容，反而主张调和两者，把两者相互借鉴。孙中山尽管说过俄国革命与三民主义“暗中相合”，但孙所指的是“新经济政策”，而非共产主义。孙中山曾表示：“俄国政府两年前实行的政策，其原则与方针与我政府是完全不同的。但是俄国政府的现行政策——新经济政策，其主要点与应在中国实行的我的《建国方略》如出一辙。”孙中山发现，资本主义有自我调节、发展的功能，有改善工人生活的能力，民生主义是有鉴于此的改良主义。
余英时认为，孫文的民生主義決不是馬克思的社會主義或共產主義，這在《民生主義》第一講中已有明白的交代。孫文說西方的社會主義有五十七種，又說馬克思是「社會病理學家」而非「社會生理學家」。歸結孫文何以會說「民生主義就是社會主義，又名共產主義」，余英時說這有其歷史背景：第一是當時孫文正採取「聯俄容共」以改組國民黨的新政策，他說民生主義即是社會主義或共產主義，顯然是政治策略的一種運用；第二更重要的是，孫文這種說法正是要使當時的中國共產黨失去存在的理論根據。孫文有絕對的自信：他深信他的民生主義足以消融共產主義於無形。故孫文關於民生主義的新詮釋是針對著中國共產黨而發的。
国学大师钱穆在其《国史新论》中说：“孙中山先生的三民主义，一面保留了中国文化旧传统，一面采纳了世界新潮流，调和折衷，揭示出一大纲领。”“在近代中国，能巨眼先瞩，了解中国传统政治，而求能把它逐步衔接上世界新潮流的，算只有孙中山先生一人。他的三民主义，实能采纳世界政治新潮流之各趋势，而使其会归一致。”并且在《中國思想史》中预言：「中山先生的三民主義，是近代中國新生唯一的啟示，此刻在中國蔓延猖獗的共產主義，最多將是一個有骨骼有血肉的行屍……大陸政權正如一塊大石頭，在很高的山上滾下，越接近崩潰的時候，其力量越大。」
蒋介石评价孙中山的三民主义说：“三民主义是有所本的，其渊源所自，早在总理以前，与我中华民族之历史的生命同流发展。不过到了总理手里，才拿这个东西重新整理，构成一部完善的思想体系，就叫三民主义。这个主义虽是最新的，而其本质和基本精神之所在，却完全是由我们历史文化的正统，历数千年而一直传下来的。”戴季陶亦有类似评价：“中山先生之三民主义，盖自孔子之思想系统递嬗而出，对于全世界人类共同欲求之理想与实现，一以贯之。”孙中山自己则总结说：“要之，三民主义非列宁之糟粕，不过演绎中华三千年来汉民族所保有之治国平天下之理想而成之者也。文虽不肖，岂肯尝列宁等人之糟粕。况如共产主义，不过中国古代所留之小理想者哉。”
1964年12月20日，毛泽东在中央工作座谈会上提及：“《三民主义》骨头很少，水分很多。孙中山晚年没有知识了。他是个讲演家，煽动家，讲得慷慨激昂，博得给他鼓掌。”“他的无知识达到此等程度：他给右派解释共产主义时，画了个太极图，里面画了个小圈，写上共产主义；外面又画了个圈，写上社会主义，最后外面又画了个大圈，写上民生主义。他说，社会主义、共产主义，都包括在我的三民主义里头，总司令你是最不佩服他的。”

## 新三民主義
蘇聯與中國共產黨則認為：自1924年後，孫中山將三民主義重新解釋，進入了聯俄、容共、扶助農工三大政策的三民主義，革命的三民主義才是真三民主義，如果沒有聯俄政策，那就必然是聯帝政策；如不聯共，就是反共。近代西方學界以及中華民國政府認為三大政策、新三民主義並非出自孫中山之手，這些都只是蘇聯跟中共片面的自我詮釋，不符史實。

## 备註
1. ↑  條文內容：中華民國基於三民主義，為民有民治民享之民主共和國。
2. ↑  根据冯自由记述，“三民主义之民生主义，旧译为社会主义SOCIALISM，总理在乙已民报出版以前初亦尝用之。其后总理以此名未能包括已所发明之意义，乃别创民生主义一名以代之。在同盟会成立之前，尝语人曰：余之主张为‘大同主义’，在英语应名之曰COSMOPOLITAN，亦即‘世界大同主义’。”(《革命逸史》第3集，中华书局1981年，第209页。)
3. ↑  李玉贞《国民党与共产国际》第214-215页：孙中山1923年年底向他的幕僚和军官讲解三民主义，而这方面的系列演讲则安排在国民党“一大”期间。众所周知，他在这些演讲中公开而系统地批评马克思列宁主义关于阶级斗争和无产阶级专政的学说，充分表达了他主张社会和谐的意愿和政治倾向，他的安排意味深长：以三民主义为基础加强国民党的凝聚力。
4. ↑  林冠群《試論孫文「五族共和」思想》，中山思想與人文社會科學學術研討會：就因為西方帝國主義及日、俄等國，謀我邊疆日亟，例如日本之於東北，外蒙就是在沙俄的外交支援與軍事援助下宣布獨立，成立「大蒙古國」。在西藏方面，孫文亦云：「達賴背叛，純係外人運動所致。」亦即西藏與中央關係之斷絕與緊張，全係英國在背後支持與唆使。在眼見中國邊疆地區，將一一脫離中國的危機之下，「五族共和」已不足以鞏固國家之完整性，由是孫文自民國八年(1919)年起反對「五族共和」。
5. ↑  “先生之思想体系，不自西来，而发自中国固有之文化”——戴季陶:《敬题中山先生手书建国大纲》，载《中华民国史事纪要》编辑委员会:《中华民国史事纪要(初稿)中华民国十三年(1924年)一至六月份》，1983年版第790页。
6. ↑  孫文〈三民主義與五權分立〉：就选举上说，那些略有口才的人，便去巴结国民，运动选举；那些学问思想高尚的人，反都因讷于口才，没有人去物色他。所以美国代表院中，往往有愚蠢无知的人夹杂在内，那历史实在可笑。就委任上说，凡是委任官都是跟着大统领进退。美国共和党、民主党向来是迭相兴废，遇着换了大统领，由内阁至邮政局长不下六七万人，同时俱换。所以美国政治腐败散漫，是各国所没有的。
7. ↑  《孙中山选集》第764页：各院人员失职，由监察院向国民大会弹劾之；而监察院人员失职，则由国民大会自行弹劾而罢黜之。
8. ↑  联省自治与分县自治之利弊——在“俄国皇后号”邮船与蒋中正等的谈话：「以中国各省之土地与人民，皆比世界各小国为大而且多，故各省之自治可不依附中央而有独立之能力。中国此时所最可虑者，乃在各省借名自治实行割据，以启分崩之兆耳。故联省自治制之所以不适于今日之中国也。至言真正民治，则当实行分县自治。盖县之范围有限，凡关于其一乡一邑之利弊，其人民见闻较切，兴革必易，且其应享之权利亦必能尽其监督与管理之责，不致如今日之省制大而无实，复有府道界限之争也。分县自治或不免其仍有城乡区域之分，然其范围狭小，人民辨别较易，以其身家攸关，公共事业之善否与是非，当不致为中级社会所壅蔽。且因其范围不广，故其对于中央必不能脱离而称独立也。至如今日之所称为“联省自治”者如果成立，则其害上足以脱离中央而独立，下足以压抑人民而武断，适足为野心家假其名而行割据之实耳。吾之主张联省不如分县者以此，当世明达必有决择也。」
9. ↑  《三民主义·民权主义第一讲》：“两千多年以前的孔子、孟子，便主张民权。孔子说：大道之行也天下为公，便是主张民权的大同世界。”
10. ↑  孙中山：“我们改革中国的主义，是三民主义。三民主义的精神就是要建设一个极和平，极自由，极平等的国家，不但在政治上要谋民权的平等，而且在社会上要谋经济的平等。这样做法，方才可以免除种种阶级冲突，阶级竞争的苦恼。”——戴季陶《访孙先生的谈话》，《星期评论》第3号，1919年6月22日
11. ↑  《三民主義·民生主义第二讲》：“真正的民生主义，就是孔子所希望的大同世界。”

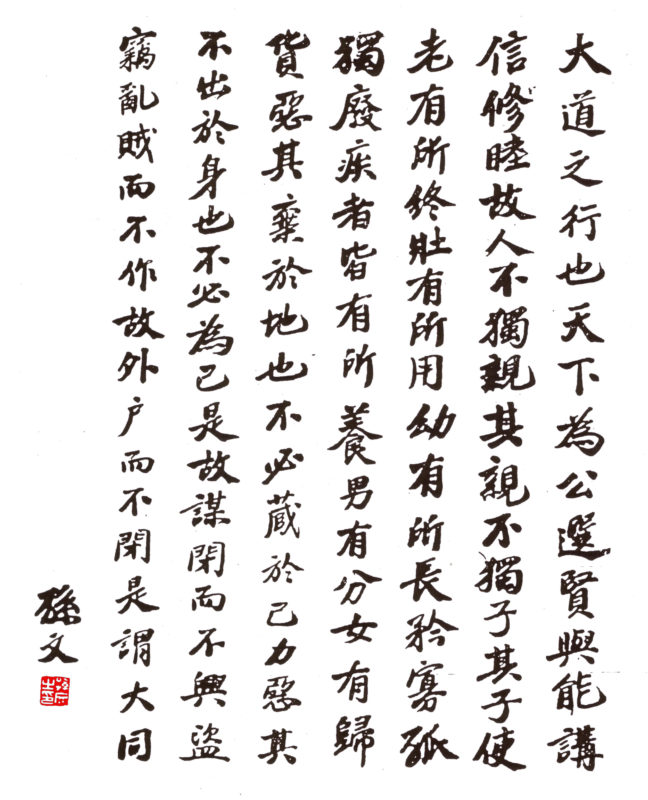
孙中山手书《礼运大同篇》

12. ↑  孙中山《中国实业如何能发展》：“私人之垄断，渐变成资本之专制，致生出社会的阶级、贫富之不均。……凡天然之富源，如煤铁、水力、矿油等，及社会之恩惠，如城市之土地、交通之要点等，与夫一切垄断性质之事业，悉当为国家经营，以所获利益，为之国家公用。如是，则凡现行之种种苛捐杂税，概当免除。而实业陆续发达，收益日多，则教育、养老、救灾、治疗，及夫改良社会，励进文明，皆由实业发展之利益举办。以国家实业所获之利，为之国民所享，庶不致蹈欧美今日之覆辙，甫经实业发达，即孕育社会革命也。”
13. ↑  孙中山:《在东京〈民报〉创刊周年庆祝大会的演说》，《孙中山选集》第86页：“我们革命的目的，是为众生谋幸福，因不愿少数满洲人专利，故要民族革命；不愿君主一人专利，故要政治革命；不愿少数富人专利，故要社会革命。这三样有一样做不到，也不是我们的本意。达了这三样目的之后，我们中国当成为至完美的国家。”
14. ↑  孙中山《修改章程之說明》，1920年11月4日：“我們的三民主義，應該一貫做去，掃除一切不平的事。如民族主義，即是掃除種族之不平；民權主義，即是掃除政治之不平；民生主義，即是掃除社會之不平。這種種的不平，既然都在眼前，所以我們就要同時解決，免得枝枝節節，而且不如是就永遠不能適應世界的潮流了。”
15. ↑  孙中山《三民主义大旨》，1921年3月6日：“什么叫三民主义呢？就是民族、民权、民生。那个时候满虏正盘踞中原，革命家只致力于民族主义，而于民权、民生二主义都未置意。五权宪法，关系开国的建设方针极大。在未光复以前，党人一般底心理，以为一经光复就可达到国利民福底目的，于今乃知不然。这个都是当日同志仅知注重在民族主义，而轻视民权、民生二主义之过，亦即是我们本党底责任未了之处。要知道民权、民生两个主义不贯彻，民族主义虽达目的，亦不能稳固，何况今日民族主义还没有完全达目的呢！”
16. ↑  孙中山《對駐廣州湘軍的演說》，1924年2月23日：“革命黨所主張的三民主義，便狠容易明白的。這三種主義可以一貫起來，一貫的道理都是打不平等的。”
17. ↑  孙中山《就国民党改组原因致海内外同志书》，1924年3月2日：“吾党主义，析言之固为民族、民权、民生；至其致用，实是一个整的，而非三个分的。不过因时机之关系，有时仅实现其一部，而未能施及全体。如往者萃全力以排满，似吾党主义专在民族，而不知吾党之实行民族主义，即欲以实现民权、民生两主义。且民族主义亦不止推翻满清而已，凡夫一切帝国主义之侵略，悉当祛除解放，使中华民族与世界所有各民族同立于自由平等之地，而后可告完成。顾欲臻此，即非以三民主义整个的进行不可。推类言之，则欲达民权、民生两目的，亦不能置民族主义于不顾。辛亥革命后，民权谓可见端，然未几即有袁氏篡夺。袁氏所以敢冒犯不韪，则以有外国帝国主义为之后援，遂致十年大乱，不能平治。此则民族主义不行为之因。至于民权、民生更不暇顾。”
18. ↑  民生主义第一讲：到底什么东西才是历史的重心呢？我们国民党提倡民生主义已经有了二十多年，不讲社会主义，只讲民生主义。……用“民生”这两个字来包括社会问题，较之用“社会”或“共产”等名词为适当，切实而且明了，故采用之。……民生就是政治的中心，就是经济的中心和种种历史活动的中心，好像天空以内的重心一样。从前的社会主义错认物质是历史的中心，所以有了种种纷乱。……我们现在要解除社会问题中的纷乱，便要改正这种错误，再不可说物质问题是历史中的中心，要把历史上的政治和社会经济种种中心都归之于民生问题，以民生为社会历史的中心。先把中心的民生问题研究清楚了，然后对于社会问题才有解决的办法。
19. ↑  孙中山與林百克法官的談話中曾說：「民生是一種道德上的努力，而不是階級的鬥爭。它既是實際的，也是理想的。……我應該說，民生遠比其他二大主義更重視我們的倫理傳統；在中國人信仰民族主義和民權主義後，應藉自己人格的覺醒，作為一個有益於人類幸福的媒介；此一自覺，將使他變成愛群樂群的君子。在這個對世界具有價值的自覺感中，利己主義遂為利他主義所替代。……讓我再強調說，民生便是一種倫理力，是運用倫理的方式，使各階級合作和諧，而絕不是各階級互相仇視而益形分裂。在三民主義中，尤其是民生主義中這種仇視的態度是絕對要不得的。我們必須記住，民生之繼續發皇，端賴拋棄一切仇視，取消一切誇張，丟開一切偏見，避免令人不能透氣的階級區分。每個人應時時刻刻提醒自己，並徹底瞭解個人的問題，惟有先解決大眾的問題，然後才能得到圓滿解決。」——林百克法官與孫逸仙談話(Judge Linebarger，Conversation with Sun Yet-sen)第19頁，本書是尚未出版的油印本。[84]
20. ↑  孙中山《实业计划》：“世界有三大问题，即国际战争、商业战争与阶级战争是也”。“斗争之性，乃动物性根之遗传于人类者，此种兽性当以早除之为妙也”。“人类进化之主动力，在于互助，不在于竞争”。
21. ↑  孙中山《在上海中国社会党的演说》：“达尔文之主张，谓世界仅有强权而无公理，后起学者随声附和，绝对以强权为世界唯一之真理。我人诉诸良知，自觉未敢赞同。诚以强权虽合于天演之进化，而公理实难泯于天赋之良知。故天演淘汰为野蛮物质之进化，公理良知实道德文明之进化也。”
22. ↑  戴季陶《孙文主义之哲学的基础》：“先生的基本思想完全渊源于中国正统思想的中庸之道。”
23. ↑  民生主义第二讲：“解决民生问题应该用什么方法呢？这个方法，不是一种玄妙理想，不是一种空洞学问，是一种事实。这种事实不是外国所独有的，就是中国也是有的。我们要拿事实做材料，才能够定出方法；如果单拿学理来定方法，这个方法是靠不住的。这个理由，就是因为学理有真的有假的，要经过试验才晓得对与不对。好象科学上发明一种学理，究竟是对与不对，一定要做成事实，能够实行，才可以说是真学理。科学耻最初发明的许多学理，一百种之中有九十九种是不能够实行的，能够实行的学理不过是百分之一。如果通通照学理去定办法，一定是不行的。所以我们解决社会问题，一定是要根据事实，不能单凭学理。”